# تپه الله‌یار
تپه الله یار در شهرستان هرسین، بخش بیستون، دهستان چمچمال، ۱/۱ کیلومتری جنوب غربی روستای ظلم آباد علیا واقع شده و این اثر در تاریخ ۲۶ اسفند ۱۳۸۷ با شمارهٔ ثبت ۲۵۴۷۲ به‌عنوان یکی از آثار ملی ایران به ثبت رسیده است.